# آلیوشا آبراهامیان
آلیوشا آبراهامیان (ارمنی: Ալյոշա Աբրահամյան؛ زادهٔ ۲۹ اوت ۱۹۴۵ - درگذشته ۲۶ اوت ۲۰۱۸) یک بازیکن فوتبال در پست دروازه‌بان اهل ارمنستان بود.

## باشگاهی
از باشگاه‌هایی که در آن بازی کرد می‌توان به آرارات ایروان اشاره کرد.

## افتخارات
- Champion of the USSR: 1973
- USSR Vice-Champions: 1971, 1976
- USSR Cup: 1973, 1977